# Vanesa Martín
María Vanesa Martín Mata (Malaga, 14 novembre 1980) è una cantante spagnola.

## Biografia
Vanesa Martín si è appassionata alla musica all'età di 6 anni, quando suo padre le ha regalato una chitarra. Nell'adolescenza ha iniziato a scrivere le sue prime canzoni e ad esibirsi in piccoli concerti e a cantare in programmi televisivi e radiofonici locali. Nel 2003 si è laureata in Pedagogia all'Università di Malaga; si è quindi trasferita a Madrid.
Nel 2005 ha firmato un contratto con l'etichetta discografica EMI Music Spain, con cui l'anno successivo ha pubblicato l'album di debutto Agua. Nel 2009 è passata alla Warner Music Spain e ha pubblicato il secondo album Trampas. Il terzo disco Cuestión de piel è uscito nel 2012, accompagnato dall'album live Ven, siéntate y me lo cuentas....
Nel 2014 il suo quarto album Crónica de un baile ha raggiunto il primo posto della classifica spagnola degli album, venendo certificato disco d'oro per le oltre 20 000 copie vendute. Anche il relativo album registrato dal vivo, Directo: gira crónica de un baile, ha conquistato il primo posto in classifica e un disco d'oro.
Il quinto album d'inediti Munay ha ottenuto ancora più fortuna: ha raggiunto anch'esso la vetta della classifica spagnola e ha venduto più di 80 000 copie, conquistando due dischi di platino. È stato inoltre il suo primo album ad entrare in classifica in Portogallo, piazzandosi al 13º posto. La relativa tournée ha visto la cantante impegnata per l'intero 2017 e per parte del 2018. Oltre ai 56 concerti in Spagna, ha cantato anche in Portogallo, Messico, Colombia, Cile, Argentina e Uruguay.
Nell'autunno del 2018 è uscito Todas las mujeres que habitan en mí, sesto album della cantante. È diventato il suo quarto album numero uno in Spagna, dove ha ottenuto un disco di platino per aver venduto più di 40 000 copie, e ha raggiunto la 49ª posizione nella classifica portoghese.
Oltre che come cantante, Vanesa Martín è nota anche come compositrice per altri artisti: ha infatti scritto brani per, fra gli altri, Malú, Pastora Soler, India Martínez, Sergio Dalma e Raphael.

## Discografia

### Album in studio
- 2006 – Agua
- 2009 – Trampas
- 2012 – Cuestión de piel
- 2014 – Crónica de un baile
- 2016 – Munay
- 2018 – Todas las mujeres que habitan en mí
- 2020 – Siete veces sí

### Album dal vivo
- 2012 – Ven, siéntate y me lo cuentas...
- 2015 – Directo: gira crónica de un baile
- 2017 – Munay vivo

### Singoli
- 2006 – El tren de la cordura
- 2006 – Aún no te has ido
- 2007 – Durmiendo sola
- 2010 – Himno de Andalucía (con Pastora Soler e David DeMaría)
- 2012 – Tic tac
- 2014 – Sin saber por qué
- 2015 – Casi te rozo (feat. Axel)
- 2015 – 9 días
- 2015 – Dice la nostra novia
- 2016 – Complicidad
- 2016 – Inmunes
- 2016 – Santo y seña
- 2016 – Te has perdido quién soy
- 2016 – Que se entere Madrid
- 2016 – Complicated (feat. Manuel Medrano)
- 2017 – Hablarán de ti y de mí
- 2017 – Porque queramos vernos (feat. Matias Damásio)
- 2017 – Hábito de ti
- 2018 – Cada vez que estoy sin ti (con David DeMaría)
- 2018 – Inventas
- 2018 – Pídeme (feat. Mariza)